# Карл I (імператор Австро-Угорщини)
Карл I (нім. Karl Franz Josef Ludwig Hubert Georg Otto Maria, угор. Károly Ferenc József Lajos Hubert György Ottó Mária; 17 серпня 1887 — 1 квітня 1922) — імператор Австро-Угорщини, король Богемії (під ім'ям Карл III, чеськ. Karel III), король Угорщини (під ім'ям Карл IV, угор. IV. Károly) з династії Габсбургів.

## Біографія
Останній правитель династії Габсбургів, Карл належав до другорядної її гілки: за прямою лінією лише його прапрадід Франц II був імператором. Батьком Карла був ерцгерцог Отто Франц (1865-1906 роки), племінник імператора Франца Йосифа I. При народженні Карл був п'ятим у черзі на престол, причому народження нових нащадків могло б віддалити його від корони ще сильніше. Однак Франц Йосиф пережив послідовно свого єдиного сина Рудольфа (загинув 1889 року, не залишивши синів), свого брата ерцгерцога Карла Людвіга (помер 1896 рік), молодшого племінника Отто (помер 1906 року від хвороб, що стали наслідком розгульної молодості) й нарешті, старшого племінника Франца Фердинанда (убитий 1914 року у Сараєві), діти якого, народжені від морганатичного шлюбу, не мали права на престол. Після цього, одночасно з початком Першої світової війни, 27-річний ерцгерцог Карл став черговим спадкоємцем свого 84-річного двоюрідного діда.
Карл I був одружений з 1911 року з принцесою Зітою Бурбон-Пармською, дочкою останнього пармського герцога Роберта I. Вона надовго пережила чоловіка й померла 1989 року. Шлюб був багатодітним: у них народилося п'ять синів і три дочки.
Смерть Франца Йосифа 21 листопада 1916 року звела Карла I на престоли Австрії та Угорщини. До того часу військове та внутрішньополітичне становище країни було вкрай тяжким. Імператор Карл особисто взяв на себе командування військами, прагнучи заручитись підтримкою угорців, коронувався в Будапешті наприкінці грудня 1916 року, незважаючи на воєнний час.
За правління Карла І Австро-Угорська імперія як член Четверного союзу продовжувала брати участь у Першій світовій війні.

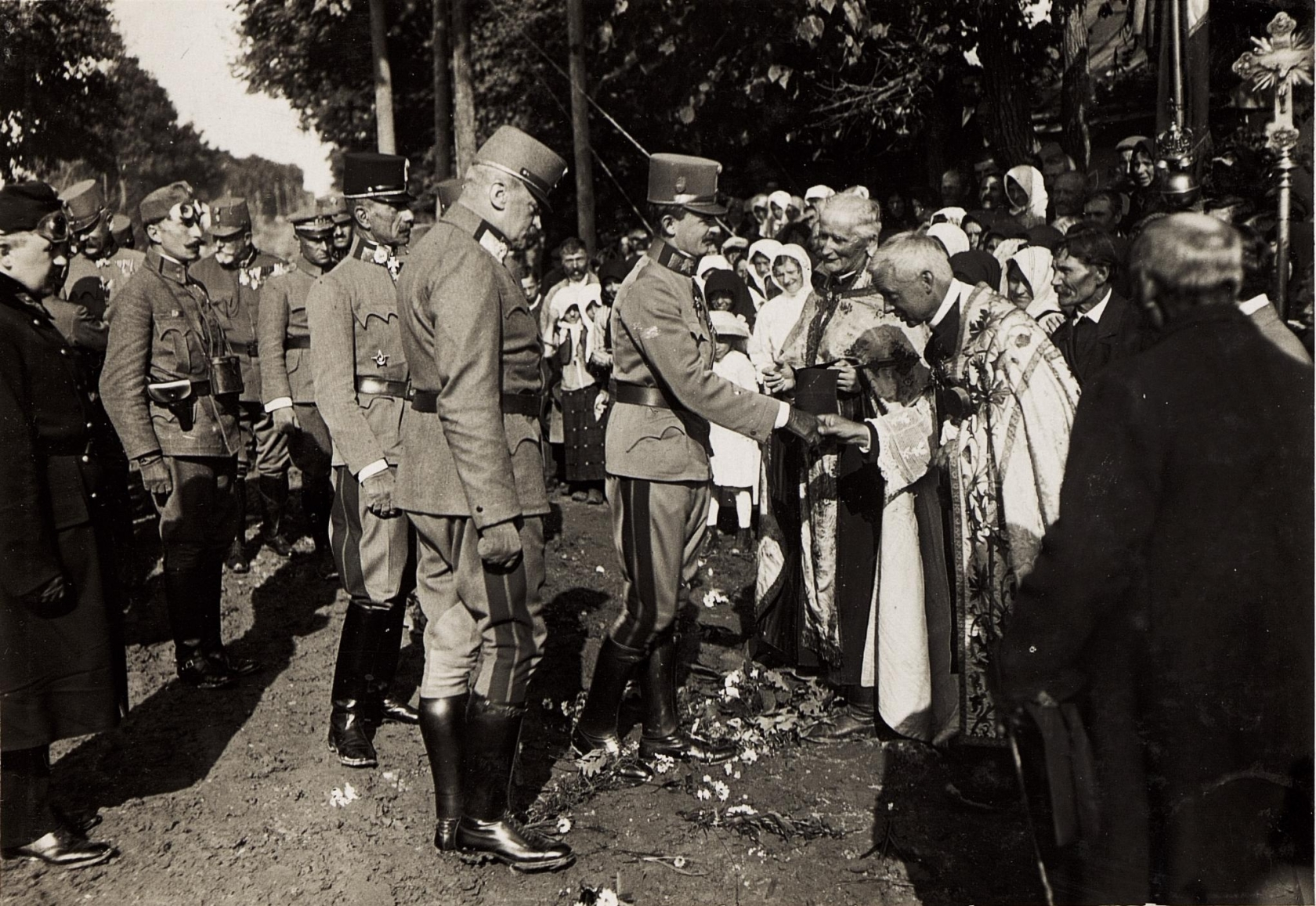
Після успішного контрнаступу в Галичині. Карл I відвідав Тернопільщину. Зокрема село Озерна (Тернопільський район) (фото 30 липня 1917 р.)

За Карла І Австро-Угорщина 19 січня 1918 року визнала незалежність Української Народної Республіки і 27 січня 1918 року уклала разом з іншими членами австро-німецького блоку Берестейський мир. Уряд Карла І не виконав таємної статті договору про виділення української частини Галичини і Буковини в окремий коронний край у складі імперії, а 4 липня 1918 року анулював цю таємну угоду. За правління Карла І в листопаді 1918 року на західноукраїнських землях відбулася національно-демократична революція, що завершилася утворенням Західно-Української Народної Республіки. Під час революції Карл I був змушений 11 листопада 1918 року зректися влади в Австрії, а 13 листопада — в Угорщині. При цьому імператор оголосив, що «відстороняється від управління державою», підкреслюючи, що це не є зреченням від престолу. 3 квітня 1919 року австрійський парламент позбавив династію Габсбургів права на престол.
Після двох невдалих спроб повернути угорський престол у 1921 році його було 19 листопада того ж року інтерновано Антантою на острів Мадейра, який було визначено йому як місце заслання. У березні 1922 року внаслідок переохолодження захворів на запалення легенів і 1 квітня помер.
Тіло імператора, крім серця, поховане у Монте на Мадейрі, незважаючи на численні спроби перенести його останки до Імператорського склепу у Відні. Його серце разом із серцем його дружини поховане в Абатстві Мурі у Швейцарії.
2004 року беатифіковано (долучено до блаженних) Католицькою церквою. Після цього його могила стала приваблювати багатьох туристів, тому португальська влада відмовляється давати дозвіл на його перепоховання.

## Родина

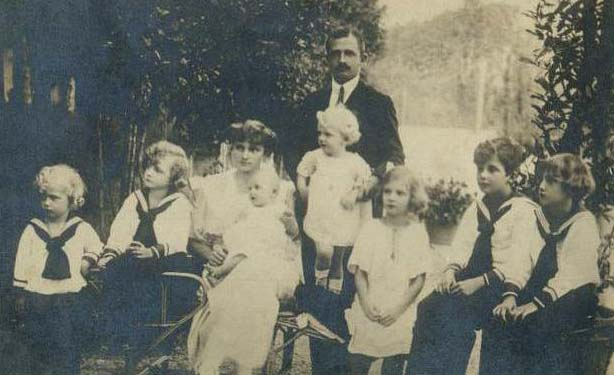
Карл з дружиною та дітьми у 1921

Дружина — Зіта Бурбон-Пармська (1892—1989), дочка останнього пармського герцога Роберта I. 
Діти:
- Отто (1912—2011) — кронпринц Австро-Угорщини, ерцгерцог Австрійський, голова дому Габсбургів (1922—2011), член ХСС, депутат Європарламенту, був одружений з Регіною Саксен-Мейнінгенською, мав семеро дітей;
- Аделаїда (1914—1971) — одружена не була, дітей не мала;
- Роберт (1915—1996) — ерцгерцог Австрійський-Есте, банкір, громадський діяч та публіцист; був одружений з Маргаритою Савойською-Аоста, мав трьох синів і двох доньок;
- Фелікс (1916—2011) — ерцгерцог Австрійський, був одружений з Анною Євгенією Аренберзькою, мав семеро дітей;
- Карл Людвіг (1918—2007) — ерцгерцог Австрійський, був одружений з Іоландою де Лінь, мав четверо дітей;
- Рудольф (1919—2010) — ерцгерцог Австрійський, був двічі одружений, мав п'ятеро дітей від двох шлюбів;
- Шарлотта (1921—1989) — була одружена із герцогом Георгом Мекленбурзьким, дітей не мала;
- Єлизавета (1922—1993) — була одружена із принцом Генріхом Ліхтенштейнським, мала чотирьох синів і доньку.

Нащадки Карла I, який прожив лише 35 років, відзначаються багатодітністю й довголіттям. У Карла I 13 онуків і 23 правнуки лише за прямою чоловічою лінією, завдяки чому дім Габсбургів є однією з найбільших за чисельністю представників династією в Європі, поступаючись тільки Бурбонам.

## Військові звання
- німецький адмірал (30 листопада 1915)
- австрійський грос-адмірал (1 листопада 1916)
- австрійський фельдмаршал (21 листопада 1916)
- прусський генерал-фельдмаршал (12 лютого 1917)
- турецький мушир (маршал) (21 травня 1918)

## Нагороди

### Австро-Угорщина
- Орден Золотого руна (1905)
- Ювілейний хрест
- Бронзова і золота медаль «За військові заслуги» (Австро-Угорщина)
- Хрест «За військові заслуги» (Австро-Угорщина) 3-го класу з військовою відзнакою
- Хрест Франца Йосифа (1916)
- Військовий орден Марії Терезії, великий хрест (1917)

### Британська імперія
- Королівський Вікторіанський орден, почесний великий хрест
- Коронаційна медаль Георга V

### Королівство Пруссія
- Орден Чорного орла
- Орден Червоного орла, великий хрест
- Залізний хрест 2-го і 1-го класу
- Pour le Mérite з дубовим листям
  - орден (20 травня 1916)
  - дубове листя (6 грудня 1916)

### Королівство Баварія
- Орден Святого Губерта
- Військовий орден Максиміліана Йозефа, великий хрест

### Королівство Саксонія
- Орден Рутової корони
- Військовий орден Святого Генріха, великий хрест

### Болгарське царство
- Орден «Святі Рівноапостольні Кирило та Мефодій»
- Орден «За хоробрість» 1-го ступеня, 2-й класу

### Інші країни
- Орден Святого Йосипа, великий хрест (Велике герцогство Тосканське)
- Орден Заслуг pro Merito Melitensi, великий хрест особливого ступеня (Мальтійський орден)
- Орден Леопольда I, великий ланцюг (Бельгія)
- Орден Вендської корони, великий хрест з короною в руді (Мекленбург)
- Орден дому Ліппе, великий хрест (6 липня 1918)